# Alfa Tucanae
Alfa Tucanae (α Tuc / α Tucanae) è la stella più brillante della costellazione del Tucano. Di magnitudine apparente 2,86, dista 199 anni luce dal sistema solare.

## Osservazione
La stella dista meno di 30° dal polo sud celeste, di conseguenza risulta invisibile nell'emisfero boreale più a nord del parallelo 30°N, mentre più a sud della latitudine 30°S la stella diventa circumpolare. Essendo di magnitudine 2,86 la si può osservare anche dai piccoli centri urbani senza difficoltà.

## Caratteristiche fisiche
Alfa Tucanae è una stella gigante arancione di tipo spettrale K3III. Ha una massa stimata da 2,5 a 3 volte quella del Sole mentre il suo raggio è 37 volte superiore a quello della nostra stella. 
Le perturbazioni dei suoi parametri astrali e spettroscopici hanno permesso di capire che si tratta di una binaria spettroscopica con una compagna che dovrebbe orbitare in 11,5 anni, ad una distanza media di 7,5 UA.